# منى جاب الله
مني جاب الله أمين النقابات بحزب المصريين الأحرار، وعضو المكتب السياسي. وعضو مجلس النواب عن دائرة الجمالية محافظة القاهرة.